# Улица Милорадовичей
Улица Милорадовичей (укр. Вулиця Милорадовичів) — улица в Деснянском районе города Чернигова, исторически сложившаяся местность (район) Ганжевщина. Пролегает от улицы Карпенко-Карого (Станиславского) до улицы Шевченко.
Примыкают улицы Гетмана Полуботка, Дмитрия Лизогуба.

## История
Петровская улица была проложена в 1890-е годы землевладельцем А. Ганжой на своей земле, наряду с другим четырьмя (Андреевская, Борисовская, Софиевская, Юрьевская), и названа именем одного из его сыновей. Была застроена индивидуальными домами.
В 1940 году Петровская улица переименована на улица Петровского — в честь российского революционера, советского и украинского партийного и государственного деятеля Григория Ивановича Петровского.
Изначально улица пролегала от современной Андреевской улицы до улицы Шевченко. Начало улицы (длиной около 380 м) в 1980-е годы было застроено кварталом многоэтажной жилой застройки проспекта Победы (район Пять углы) и по этому нумерация домов начинается с № 23.
12 февраля 2016 года улица получила современное название — в честь сербского герцеговинского рода Милорадовичи, согласно Распоряжению городского главы В. А. Атрошенко Черниговского городского совета № 46-р «Про переименование улиц и переулков города» («Про перейменування вулиць та провулків міста»)
На месте ликвидированной усадебной застройки непарной стороны улицы (на углу с улицей Дмитрия Лизогуба) в период 2015-2016 годы были введены в эксплуатацию два 15-16-этажных жилых дома (№ 55).

## Застройка
Парная и непарная стороны улицы заняты усадебной жилой застройкой, частично многоэтажной жилой застройкой (один 10-этажный дом). Улица имеет проезд длиной 150 м к улице Менделеева. 
Учреждения: нет
Есть ряд значимых и рядовых исторических зданий, что не являются памятниками архитектуры или истории: усадебные дома №№ 27/88, 28, 34, 40, 44, 51, 53.